# 8×50mmR Lebel

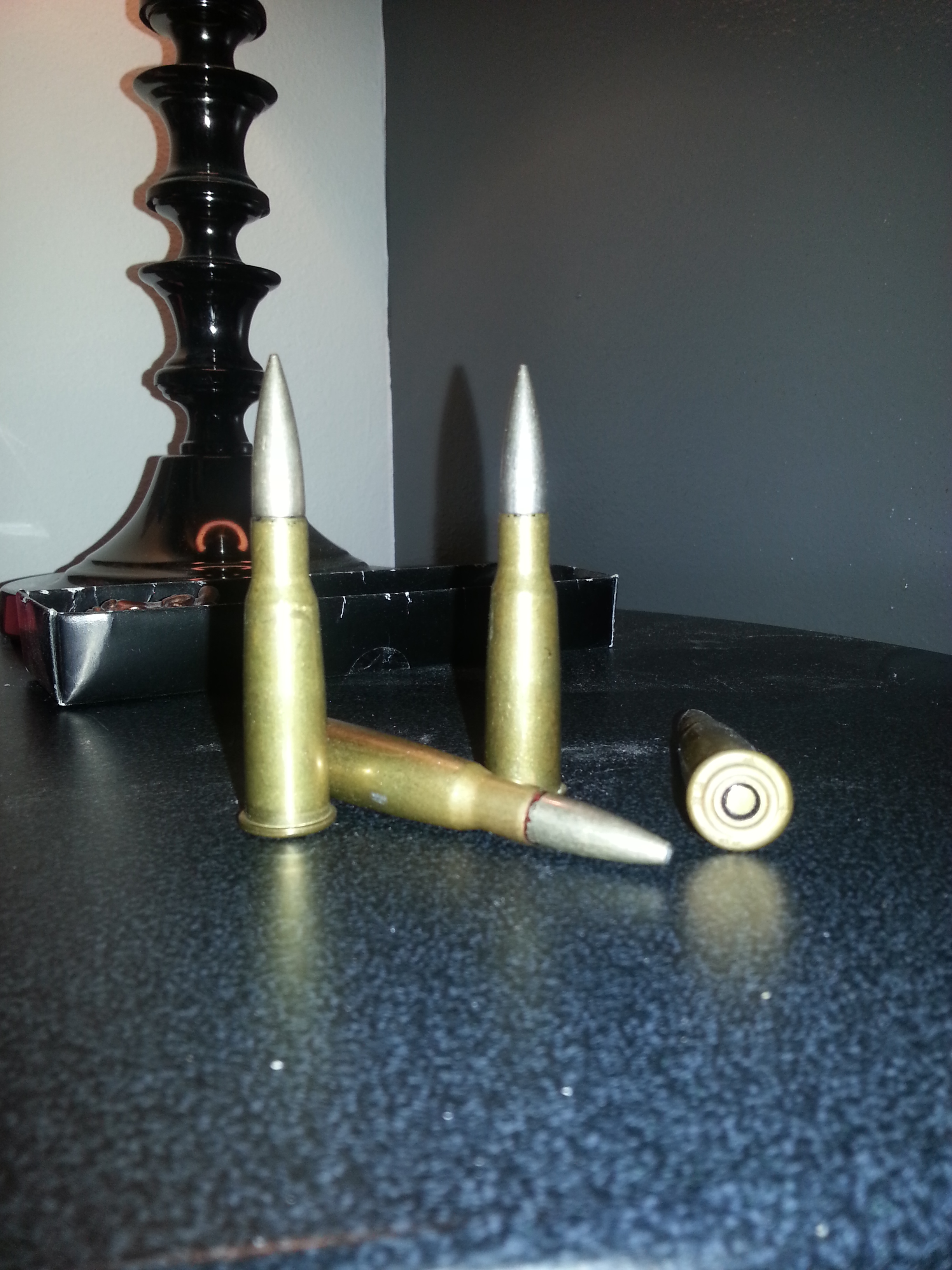
Exemplares do 8mm Lebel francês.

O 8×50mmR Lebel ou 8mm Lebel é um cartucho de fogo central de rifle (designado como 8×51 R Lebel pelo C.I.P.) foi o primeiro cartucho de pólvora sem fumaça a ser feito e adotado por qualquer país. Foi introduzido pela França em 1886. Criado a partir do cartucho de pólvora negra 11×59mmR Gras, o cartucho 8mm Lebel sem fumaça iniciou uma revolução na munição de rifles militares. A munição militar 8mm Lebel padrão também foi a primeira munição de rifle a apresentar uma bala Spitzer com "boat tail" (base em formato de "popa de barco"), ou "balle D", que foi adotada em 1898.
O desempenho balístico de longo alcance da bala do 8mm Lebel era excepcional para a época. Para uso no primeiro rifle Lebel alimentado por carregador tubular, o estojo de 8 mm foi projetado para proteger contra percussão acidental dentro do carregador tubular por uma ranhura circular ao redor do "bolso" de espoleta que ficava em contato com a ponta da próxima bala pontiaguda. No entanto, o formato de seu estojo com aro e gargalo de garrafa ("bottle-necked"), tendo sido projetada para o carregador tubular do rifle Lebel, também impedia um empilhamento vertical dentro de um carregador vertical. O impulso do ferrolho do Lebel de 8 mm é relativamente alto em comparação com muitas outras munições de serviço usadas no início do século XX. Embora já tenha sido revolucionário, o 8mm Lebel foi declarado obsoleto após a Primeira Guerra Mundial e logo depois foi substituído pelo cartucho 7,5×54mm Francês.